# Sternotomis cornutor
Sternotomis cornutor là một loài bọ cánh cứng trong họ Cerambycidae.